# Susanne Hermans
Susanne „Susi“ Hermans, geb. Hillesheim (* 26. August 1919 in Güls; † 6. September 2013 in Koblenz) war eine deutsche Sozialarbeiterin und Politikerin (CDU).

## Leben und Beruf
Hermans war die Tochter des Gülser Zimmermanns und Kommunalpolitikers Wilhelm Hillesheim. Nach dem Abitur 1938 am Hilda-Gymnasium Koblenz absolvierte sie ein Studium an der Sozialen Frauenschule in Aachen, das sie 1943 als Staatlich anerkannte Sozialarbeiterin (damals: Volkspflegerin) abschloss. 1946 trat sie in die CDU ein und engagierte sich in der Jungen Union erfolgreich für ein Gesetz über Hilfen für die heimatlosen Jugendlichen. Dem Landesvorstand der CDU gehörte sie von 1948 für 22 Jahre an. Susanne Hermans arbeitete als Fürsorgerin beim Jugendamt Koblenz und war über 20 Jahre Vorsitzende des Sozialdienst katholischer Frauen (SkF) Koblenz, danach Ehrenvorsitzende. Seit Mai 1953 war sie mit dem 1989 verstorbenen Bevollmächtigten des Landes Rheinland-Pfalz beim Bund, Hubert Hermans verheiratet. Das Ehepaar hatte zwei Töchter. Hermans war die Tante von Berti Hahn.

## Abgeordnete
Hermans gehörte dem Rheinland-Pfälzischen Landtag von 1951 bis 1983 über acht Wahlperioden an und amtierte von 1981 bis 1983 als dessen Vizepräsidentin. In der zweiten Legislaturperiode war sie neben Mathilde Gantenberg die einzige weibliche Abgeordnete der CDU-Fraktion und bis 1963 jüngste Parlamentarierin. Im Landtag war sie Vorsitzende des Petitionsausschusses und der Strafvollzugskommission. Ihr politischer Schwerpunkt war die Sozialpolitik. Sie erreichte unter anderem eine bessere Versorgung des ländlichen Gebiets mit Hebammen und eine Senkung der Sterblichkeitsrate bei Säuglingen. Nach dem Ausscheiden aus dem Landtag war sie noch lange als Beraterin des rheinland-pfälzischen Ministerpräsidenten tätig.

## Ehrungen
- Bundesverdienstkreuz 1. Klasse (1969)
- Großes Bundesverdienstkreuz (1974) mit Stern (1981)
- Verdienstorden des Landes Rheinland-Pfalz (1989)
- Altstadtpreis der Stadt Koblenz (2011)[12]

## Stiftung
Nach dem Tod von Susi Hermans hat ihre Familie die „Susi-Hermans-Stiftung“ ins Leben gerufen. Die Stiftung ermöglicht es dem Sozialdienst katholischer Frauen (SkF) Koblenz e. V., alljährlich Personen aus Koblenz und Umgebung mit dem „Susi-Hermans-Preis für soziales Engagement“ auszuzeichnen. Mit diesem Preis werden Personen geehrt, die im Stillen ehrenamtlich tätig sind. Weiterhin unterstützt die Stiftung den SkF, Familien in Not zu helfen.